# Полосатый уролоф
Полосатый уролоф или полосатый короткохвостый хвостокол (лат. Urolophus cruciatus) — вид рода уролофов семейства короткохвостых хвостоколов отряда хвостоколообразных. Является эндемиком умеренных вод юго-восточного побережья Австралии. Встречается в основном у берегов Виктории и Тасмании, а также Нового Южного Уэльса и Южной Австралии на глубине до 210 м. Грудные плавники этих скатов образуют овальный диск, ширина которого превышает длину, рыло притуплённое. Дорсальная поверхность диска покрыта характерным узором из пересекающихся полос, образующих крест. Между ноздрями имеется прямоугольная складка кожи в виде «юбочки». Короткий хвост оканчивается листовидным хвостовым плавником. Латеральные складки кожи отсутствуют. У молодых скатов имеется небольшой спинной плавник, расположенный на хвостовом стебле перед шипом. Максимальная зарегистрированная длина 50 см.
Днём полосатые уролофы обычно лежат на дне под слоем осадков. Их рацион состоит в основном из равноногих и прочих мелких ракообразных, меньшую долю в нём занимают полихеты. Они размножаются яйцеживорождением. Эмбрионы питаются гистотрофом. Самки приносят потомство ежегодно. В помёте до 4-х новорожденных. Беременность длится не менее 6 месяцев. Полосатые уролофы близкородственны Urolophus sufflavus и могут образовывать с данным видом гибриды. Укол их ядовитого шипа потенциально опасен для человека. Не являются объектом целевого лова. В качестве прилова попадаются при коммерческом промысле.

## Таксономия

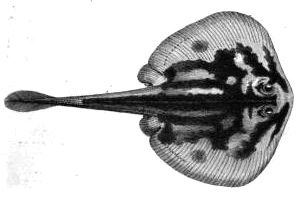
Иллюстрация, сопровождавшая первое научное описание полосатого уролофа

Впервые вид был научно описан французским натуралистом Бернаром Ласепедом как Raja cruciata в 1804 году. Видовой эпитет происходит от слова лат. crux — «крест» и связан с характерным рисунком, покрывающим диск этих скатов. В 1838—41 годах немецкие биологи Иоганн Мюллер и Якоб Генле поместили этот вид в созданный ими новый род уролофов.
Субпопуляции, обитающие в водах Виктории и Тасмании существенно отличаются по условиям среды обитания и требуют дальнейших таксономических исследований. Полосатые уролофы близкородственны Urolophus sufflavus. Помимо морфологического сходства они могут образовывать гибриды, проведённое в 2007 году исследование 388 рыб выявило, что лишь эти два вида нельзя отличить по генетической последовательности цитохрома C, что свидетельствует о тесной эволюционной связи.

## Ареал
Полосатые уролофы обитают в прибрежных водах Виктории и Тасмании, где они попадаются в большом количестве. Их ареал простирается до Джёрвис Бэй, Новый Южный Уэльс, и Бичпорт, Южная Австралия. юго-восточного побережья Австралии от Бичпорта, Южная Австралия, до Тасмании и Квинсленда. Эти донные рыбы встречаются от зоны прибоя до верхней части материкового склона на глубине 210 м. Скаты, принадлежащие к популяции вод Виктории, предпочитают песчаное дно со скалистыми рифами, они редко поднимаются выше 25 м, чаще они держатся на глубине 100 и более метров. Скатов Тасманийской субпопуляции напротив можно найти на илистом дне в очень мелких заливах и крупных эстуариях, иногда заходя в солоноватые воды.

## Описание
Широкие грудные плавники этих скатов сливаются с головой и образуют овальный диск, ширина которого слегка превышает длину. Передний край диска почти прямой, заострённое мясистое рыло образует тупой угол и не выступает за края диска. Позади маленьких глаз расположены брызгальца в виде слезы. Внешний край каждой ноздри может образовывать сзади небольшую шишку. Между ноздрями пролегает кожаный лоскут в виде «юбочки» с мелкобахромчатым задним краем. Маленький рот сильно изогнут, мелкие зубы с овальными основаниями расположены в шахматном порядке. На дне ротовой полости имеются 3—6 пальцеобразных отростков, такие же отростки покрывают внешний край нижней челюсти. На вентральной стороне диска расположено 5 пар коротких жаберных щелей. Небольшие брюшные плавники закруглены.
Длина короткого хвоста составляет 63—84 % от общей длины. Он приплюснут, имеет овальное сечение, латеральные складки кожи отсутствуют. Хвост сужается и переходит в длинный и низкий листовидный хвостовой плавник. На дорсальной поверхности хвоста в центральной части расположен зазубренный шип. У новорожденных скатов перед шипом имеется маленький спинной плавник. Со временем он исчезает, от него может остаться бугорок или шрам. Кожа лишена чешуи. Максимальная зарегистрированная длина 50 см.В целом самки крупнее самцов. Окраска от желтовато-коричневого до серого цвета. По центру тела пролегает тёмная полоса, которую в центральной части диска пересекают 3 поперечные полосы: одна в районе глаз, другая в жаберной области, а третья по центру. Вентральная поверхность светлая, иногда края диска немного темнее. Хвост более серый по сравнению с остальным телом. Иногда он бывает покрыт тусклыми пятнами.

## Биология
В целом полосатые уролофы ведут ночной образ жизни, днём они чаще всего неподвижно лежат на дне полностью или частично укрытые слоем осадков. Известно, что иногда они собираются в группы разной численности, иногда вместе с другими хвостоколами. Они охотятся на различных беспозвоночных живущих на дне или в грунте. У берегов Виктории 3/4 их рациона составляют ракообразные, из которых бо́льшая доля приходится на равноногих, таких как Natalolana woodjonesi и N. wowine, а меньшую бокоплавы и десятиногие. Полосатые уролофы поедают в большом количестве полихет, тогда как на приапулид и сепиолид Euprymna tasmanica они охотятся редко. Молодые скаты длиной менее 30 см питаются в основном мелкими равноногими, бокоплавами и креветками. С возрастом их рацион становится всё более разнообразным, в него входят Penaeidae, приапулиды и полихеты.

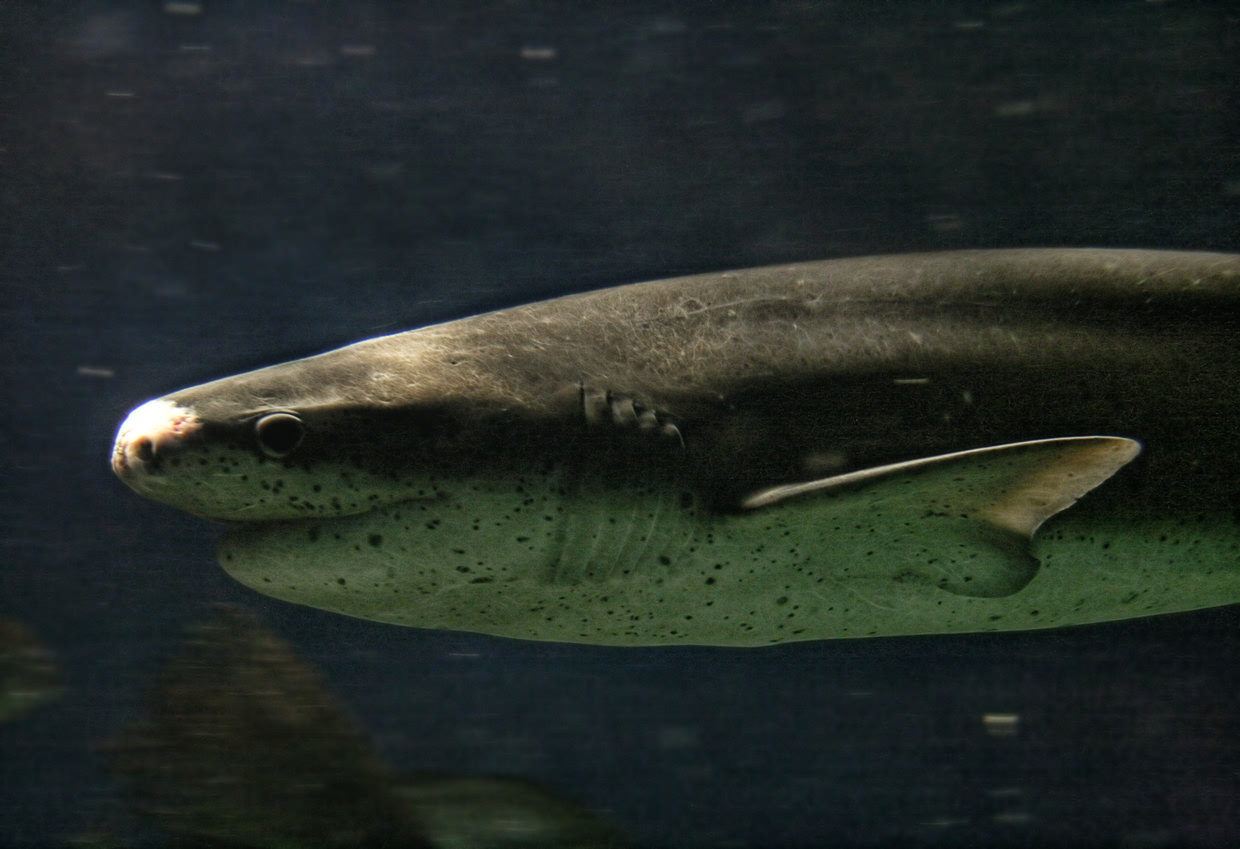
На полосатых уролофов охотятся плоскоголовые семижаберные акулы.

Полосатые уролофы могут стать добычей плоскоголовых семижаберных акул. В случае опасности скаты предупреждающе поднимают хвост подобно скорпионам. На них паразитируют ленточные черви рода Acanthobothrium и моногенеи Calicotyle urolophi.
Подобно прочим хвостоколообразным полосатые уролофы размножаются яйцеживорождением. Эмбрионы питаются желтком и гистотрофом. В помёте до 4 новорожденных длиной 10—15 см. Самки приносят потомство каждые 2 года. Беременность длится около 6 месяцев. После оплодотворения возможно наступление диапаузы. В водах Тасмании крупные эстуарии рек, например Деруэнта, служат естественными питомниками.
Самцы и самки достигают половой зрелости при длине 20 и 32 см, соответственно, в возрасте около 6 лет. Максимальная продолжительность жизни оценивается в 11 лет. Вероятно, полосатые уролофы могут образовывать гибриды с Urolophus sufflavus, разделяющими их ареал. Если это так, то подобное явление — один из редких случаев гибридизации у хрящевых рыб.

## Взаимодействие с человеком
Полосатые уролофы способны нанести человеку ядовитым шипом опасную рану, возможно, потребуется хирургическое вмешательство, поскольку кончик шипа имеет тенденцию обламываться внутри раны. У скатов очень гибкое основание хвоста, поэтому они могут ударить хвостом, если прикоснуться к любой части их тела. В 19 веке из-за риска рыбаки, чтобы достать полосатых уролофов из сети пробивали им череп металлическим гарпуном.
Эти скаты не являются объектом целевого лова. Интенсивный промысел в их ареале отсутствует. В качестве прилова попадаются при коммерческом промысле. Международный союз охраны природы присвоил этому виду статус сохранности «Вызывающий минимальные опасения».